# 스피슈스카노바베스
스피슈스카노바베스(슬로바키아어: Spišská Nová Ves, 독일어: Zipser Neudorf 치프저노이도르프[*], 헝가리어: Igló 이글로[*])는 슬로바키아 동부 코시체 주에 위치한 도시로 면적은 66.672km2, 높이는 430m, 인구는 37,795명(2013년 12월 31일 기준), 인구 밀도는 567명/km2이다.
도시 이름은 슬로바키아어로 "스피시(Spiš) 지방에 위치한 새로운 마을"을 뜻한다. 고타트리산맥의 남동쪽, 호르나트강(Hornád)과 접한다. 헝가리의 지배를 받고 있던 1268년에 신설되었으며 19세기에는 석기 산업으로 크게 발전했다. 레보차 중세 도시, 스피시성, 슬로벤스키라이 국립공원(Slovenský raj)과 가까운 지점에 위치하며 2년마다 열리는 음악제로 유명한 곳이다.

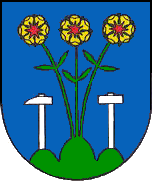
시 문장